# 高山大輔
高山 大輔（たかやま だいすけ）は、東京都西東京市出身の映像・デザインの制作者。
ヤポン・ヒロチや遠山大輔の名義でも活動する。
民謡歌手の高山久参は、祖父にあたる。石川県知事の谷本正憲は、父方の親類にあたる。

## 略歴
東京デザイン専門学校と日本ジャーナリスト専門学校卒。
専門学生時代に、政治運動家の小野田襄二や鈴木邦男・映画評論家の上野昻志・詩人の正津勉・文芸評論家の小笠原賢二・評論家の永瀬唯に学ぶ。
所属していた映画・映像のゼミ講師だった上野昻志に影響され、映画・映像・デザイン制作に興味を持ち映像やデザイン編集の道へ進む。
メーカーであるグランドスラムインターナショナルに入社して映像制作に携わり、後にフリーとしてプロデューサーや助監督としてアイドルPV・Vシネ・ピンク映画・AVの制作に関わる。
後に、プロモーションビデオ・自主映画の監督や歴史関連・商業冊子などのライター活動をする。
2008年に発売された『究極!絶対領域!!コレクションDVD〜メイド衣装編〜』で、DVD監督や企画補佐として参加。
2009年に発行された秋葉原限定のフリーペーパー『アキバ萌えMAP』の編集長に就任し制作に携わる。
2010年に白泉社の『会長はメイド様』とコラボしたアキバ萌えMAPのメイドイベントを手掛ける。

## 作品
- 『究極!絶対領域!!コレクション〜メイド衣装編〜』
- 『究極!絶対領域!!コレクションDVD〜メイド衣装編〜』